# Exorista
Exorista is een geslacht van vliegen uit de familie van de sluipvliegen (Tachinidae). De wetenschappelijke naam is gepubliceerd in 1803 door Johann Wilhelm Meigen.

## Soorten
- E. civilis (Rondani, 1859)
- E. cuneata Herting, 1971
- E. decidua (Pandelle, 1896)
- E. deligata Pandelle, 1896
- E. fasciata (Fallen, 1820)
- E. florentina Herting, 1975
- E. glossatorum (Rondani, 1859)
- E. grandis (Zetterstedt, 1844)
- E. kugleri Mesnil, 1960
- E. larvarum (Linnaeus, 1758)
- E. mella (Walker, 1849)
- E. mimula (Meigen, 1824)
- E. nova (Camillo Róndani, 1859)
- E. nympharum (Rondani, 1859)
- E. paligera Mesnil, 1970
- E. rendina Herting, 1975
- E. rossica Mesnil, 1960
- E. rustica (Fallen, 1810)
- E. salmantica Tschorsnig, 1984
- E. segregata (Rondani, 1859)
- E. sorbillans (Wiedemann, 1830)
- E. tubulosa Herting, 1967
- E. unicolor (Stein, 1924)
- E. xanthaspis (Wiedemann, 1830)